# Alex Ribeiro (surf)
Pour les articles homonymes, voir Ribeiro et Alex Ribeiro.
Alex Ribeiro est un surfeur professionnel brésilien né le 19 octobre 1989 à Santos, dans l'État de São Paulo au Brésil.

## Biographie
Alex Ribeiro est né à Santos mais a grandi à Praia Grande. En 2015, il remporte le Quiksilver Saquarema Pro organisé à Saquarema et se qualifie pour le Oi Rio Pro à Rio de Janeiro. Il s'agit là de sa première participation à une épreuve du Championship Tour.

## Palmarès et résultats

### Saison par saison
- 2014 :
  - 1er du Rip Curl Pro Stamina à Mar del Plata (Argentine)[1]
  - 1er du Mahalo Surf Eco Festival à Itacaré (Brésil)[2]
  - Champion sudaméricain[3]

- 2015 :
  - 1er du Quiksilver Pro Saquarema à Saquarema (Brésil)[4]

### Classements
| Année             | 2014 |
| ----------------- | ---- |
| Qualifying Series | 53e  |